# Roberto Rosetti
Roberto Rosetti (ur. 18 września 1967 w Pecetto Torinese) – włoski sędzia piłkarski międzynarodowy. Swój debiut na tej arenie miał 11 stycznia 2002 roku podczas meczu: Tunezja - Kamerun. W swojej dotychczasowej karierze sędziował m.in.: Mistrzostwa Świata do lat 20 w 2003 i Puchar Konfederacji 2005. Posługuje się dwoma językami obcymi: angielskim i francuskim. Mieszka w Turynie. Sędziował finał Euro 2008. Wybrany najlepszym włoskim sędzią w latach 2006–2009.